# AronChupa
AronChupa, właśc. Aron Michael Ekberg (ur. 30 marca 1991 w Borås) – szwedzki DJ, piosenkarz, producent muzyczny, autor tekstów, piłkarz i właściciel wytwórni płytowej. Aron uczęszczał do Akademii Sztuk Pięknych w latach 2011-2013 i zanim rozpoczął karierę muzyczną był piłkarzem Urban Knights. Stał się znany dzięki swojemu singlowi „I’m an Albatraoz” z 2014, który znalazł się na pierwszym miejscu listy przebojów w Szwecji oraz w Danii, a także w pierwszej dziesiątce wielu list przebojów w całej Europie.

## Życiorys
Początek kariery Arona związany jest z jego aktywnością w klubie piłkarskim Byttorps IF, który gra w szwedzkiej czwartej lidze. Tam poznał Månsa Harvidssona, Nicklasa „Savo” Savolainena, Andreasa „Andy BarMaskinena” Reinholdssona i Rasmusa „Salle” Sahlberga, wraz z którymi w 2012 założył zespół electro-hip hop Albatraoz. Zespół podpisał kontrakt z Sony Music. 2 sierpnia 2013 ukazał się ich debiutancki singiel „Albatraoz”. Utwór osiągnął 36. pozycję na szwedzkiej liście przebojów i pozostał na niej przez 19. tygodni. W styczniu 2014 singiel osiągnął 8,5 mln odtworzeń na Spotify, a grupa odbyła tournee w celu jej promocji. 18 kwietnia 2014 grupa wydała swój drugi singiel „Arriba”, ale nie znalazł się on na liście przebojów.
15 kwietnia 2014 ukazał się pierwszy solowy projekt Arona Ekberga, minialbum „Russ”. 8 sierpnia 2014 Aron wydał swój pierwszy singiel „I’m an Albatraoz”, w którym gościnnie zaśpiewała jego młodsza siostra, Nora Ekberg (ur. 1996). Utwór dotarł do pierwszego miejsca szwedzkiej listy przebojów Sverigetopplistan oraz duńskiej Track Top-40, zajął też miejsca w pierwszej dziesiątce w Australii, Austrii, Finlandii, Francji, Niemczech, we Włoszech, w Holandii, Norwegii i w Nowej Zelandii. Teledysk do utworu osiągnął wynik ponad miliarda wyświetleń. W 2015 piosenka zapewniła muzykowi nominację do nagrody szwedzkiego przemysłu fonograficznego Grammis.
20 listopada 2015 Ekberg wydał swój drugi singiel „Fired Cuz I Was Late”, który zdobył 100. miejsce na szwedzkiej liście przebojów. 20 grudnia zespół Aronchupa wydał trzeci singiel „Wunderbar”, natomiast 26 lutego 2016 ukazał się trzeci singiel solowy Arona pod tytułem „Little Swing„, ponownie z gościnnym udziałem jego siostry Nory.
Rodzeństwo kontynuuje współpracę, czego efektem są kolejne piosenki, w tym „Llama in My Living Room” w 2017 i „Rave in the Grave” w 2018, które okazały się przebojami w Polsce, a także „Hole in the Roof” w 2019 i „The Woodchuck Song” oraz „What Was in That Glass” w 2020; w 2021 roku singel „Trombone”.
W grudniu 2020 roku wraz z siostrą wydał świąteczny minialbum I'm the Santa Claoz składający się z 3. utworów muzycznych: „I'm the Santa Claoz”, „Where Is Santa Claoz?” oraz „Ho Ho Ho”.

## Dyskografia

### Minialbumy
| Rok  | Album |
| ---- | --- |
| 2014 | Russ - Data: 15 marca 2014 - Wydawca: Aron Ekberg - Format: digital download, streaming                                              |
| 2020 | I'm the Santa Claoz - Data: 20 listopada 2020 - Wydawca: House of Albatraoz, Sony Music Sweden - Format: digital download, streaming |

### Single
| Rok                                                       | Tytuł                                                             | Pozycja na liście przebojów | Pozycja na liście przebojów | Pozycja na liście przebojów | Pozycja na liście przebojów | Pozycja na liście przebojów | Pozycja na liście przebojów | Pozycja na liście przebojów | Pozycja na liście przebojów | Pozycja na liście przebojów | Pozycja na liście przebojów | Pozycja na liście przebojów | Pozycja na liście przebojów | Pozycja na liście przebojów | Pozycja na liście przebojów | Pozycja na liście przebojów | Certyfikat | Album                               |
| Rok                                                       | Tytuł                                                             | AUS                         | AUT                         | DEN                         | FIN                         | GER                         | ITA                         | NLD                         | NOR                         | NZL                         | SWE                         | NZ                          | POL                         | WNP                         | WNP                         | UK                          | Certyfikat | Album                               |
| Rok                                                       | Tytuł                                                             | AUS                         | AUT                         | DEN                         | FIN                         | GER                         | ITA                         | NLD                         | NOR                         | NZL                         | SWE                         | NZ                          | POL                         | Radio                       | Radio & Youtube             | UK                          | Certyfikat | Album                               |
| --------------------------------------------------------- | ----------------------------------------------------------------- | --------------------------- | --------------------------- | --------------------------- | --------------------------- | --------------------------- | --------------------------- | --------------------------- | --------------------------- | --------------------------- | --------------------------- | --------------------------- | --------------------------- | --------------------------- | --------------------------- | --------------------------- | --- | ----------------------------------- |
| 2014                                                      | „I’m an Albatraoz” (gościnnie Little Sis Nora)                    | 2                           | 2                           | 1                           | 5                           | 4                           | 2                           | 2                           | 5                           | 3                           | 1                           | 3                           | 13                          | 11                          | 11                          | 25                          | - AUS: 2× platynowa płyta - AUT: złota płyta - CAN: 4× platynowa płyta - DEN: platynowa płyta - GER: złota płyta - ITA: 3× platynowa płyta - MEX: złota płyta - RPA: złota płyta - NZ: platynowa płyta - SWE: 4× platynowa płyta - UK: srebrna płyta - USA: złota płyta | —                                   |
| 2015                                                      | „Fired Cuz I Was Late”                                            | –                           | –                           | –                           | –                           | –                           | –                           | –                           | –                           | –                           | 100                         | –                           | –                           | 278                         | 749                         | –                           | | —                                   |
| 2016                                                      | „Little Swing” (gościnnie: Little Sis Nora)                       | –                           | –                           | –                           | –                           | –                           | –                           | –                           | –                           | –                           | –                           | –                           | –                           | 139                         | 177                         | –                           | - POL: złota płyta | —                                   |
| 2016                                                      | „She Wants Me Dead” (oraz Cazzette, gościnnie: The High)          | –                           | –                           | –                           | –                           | –                           | –                           | –                           | –                           | –                           | –                           | –                           | –                           | –                           | –                           | –                           | | —                                   |
| 2016                                                      | „Bad Water” (oraz J & The People)                                 | –                           | –                           | –                           | –                           | –                           | –                           | –                           | –                           | –                           | –                           | –                           | –                           | –                           | –                           | –                           | | —                                   |
| 2016                                                      | „Grandpa's Groove” (oraz Parov Stelar, gościnnie Little Sis Nora) | –                           | –                           | –                           | –                           | –                           | –                           | –                           | –                           | –                           | –                           | –                           | –                           | –                           | –                           | –                           | | —                                   |
| 2017                                                      | „Llama in My Living Room” (oraz Little Sis Nora)                  | –                           | –                           | –                           | –                           | –                           | –                           | –                           | –                           | –                           | –                           | –                           | 23                          | –                           | –                           | –                           | - POL: diamentowa płyta | —                                   |
| 2017                                                      | „(Don't Fight It) Feel It”                                        | –                           | –                           | –                           | –                           | –                           | –                           | –                           | –                           | –                           | –                           | –                           | –                           | –                           | –                           | –                           | | La vida nuestra (ścieżka dźwiękowa) |
| 2017                                                      | „Yeh Mi Na” (gościnnie Emil Ernebro)                              | –                           | –                           | –                           | –                           | –                           | –                           | –                           | –                           | –                           | –                           | –                           | –                           | –                           | –                           | –                           | | —                                   |
| 2018                                                      | „Rave in the Grave” (oraz Little Sis Nora)                        | –                           | –                           | –                           | –                           | –                           | –                           | –                           | –                           | –                           | 93                          | –                           | 21                          | –                           | –                           | –                           | - POL: 3× platynowa płyta | —                                   |
| 2019                                                      | „Hole in the Roof” (oraz Little Sis Nora)                         | –                           | –                           | –                           | –                           | –                           | –                           | –                           | –                           | –                           | –                           | –                           | 30                          | 9                           | 11                          | –                           | | —                                   |
| 2020                                                      | „Thai Massage” (gościnnie: Little Sis Nora)                       | –                           | –                           | –                           | –                           | –                           | –                           | –                           | –                           | –                           | –                           | –                           | –                           | –                           | –                           | –                           | | —                                   |
| 2020                                                      | „First Class Jazz”                                                | –                           | –                           | –                           | –                           | –                           | –                           | –                           | –                           | –                           | –                           | –                           | –                           | –                           | –                           | –                           | | —                                   |
| 2020                                                      | „The Woodchuck Song” (oraz Little Sis Nora)                       | –                           | –                           | –                           | –                           | –                           | –                           | –                           | –                           | –                           | 83                          | –                           | –                           | 26                          | 21                          | –                           | | —                                   |
| 2020                                                      | „What Was in That Glass” (oraz Little Sis Nora)                   | –                           | –                           | –                           | –                           | –                           | –                           | –                           | –                           | –                           | –                           | –                           | –                           | –                           | –                           | –                           | | —                                   |
| 2021                                                      | „Trombone”                                                        | –                           | –                           | –                           | –                           | –                           | –                           | –                           | –                           | –                           | –                           | –                           | –                           | 243                         | 265                         | –                           | | —                                   |
| 2021                                                      | „Lai Lai”                                                         | –                           | –                           | –                           | –                           | –                           | –                           | –                           | –                           | –                           | –                           | –                           | –                           | –                           | –                           | –                           | | —                                   |
| „–” oznacza, że singiel nie był notowany na danej liście. |                                                                   |                             |                             |                             |                             |                             |                             |                             |                             |                             |                             |                             |                             |                             |                             |                             | |                                     |

### Inne notowane utwory
| Rok                                                       | Tytuł                                          | Pozycja na liście przebojów | Pozycja na liście przebojów |
| Rok                                                       | Tytuł                                          | DEN (iTunes)                | SWE (iTunes)                |
| --------------------------------------------------------- | ---------------------------------------------- | --------------------------- | --------------------------- |
| 2020                                                      | „Where Is Santa Claoz?” (oraz Little Sis Nora) | 68                          | –                           |
| 2020                                                      | „I'm the Santa Claoz” (oraz Little Sis Nora)   | –                           | 63                          |
| „–” oznacza, że singiel nie był notowany na danej liście. |                                                |                             |                             |

### Wraz z zespołem Albatraoz

#### Single
| Rok                                                       | Tytuł                                       | Pozycja na liście przebojów | Pozycja na liście przebojów | Pozycja na liście przebojów | Pozycja na liście przebojów | Pozycja na liście przebojów |
| Rok                                                       | Tytuł                                       | SWE                         | SWE (Spotify)               | SWE (iTunes)                | SWE (Apple Music)           | NOR (Spotify)               |
| --------------------------------------------------------- | ------------------------------------------- | --------------------------- | --------------------------- | --------------------------- | --------------------------- | --------------------------- |
| 2013                                                      | „Albatraoz”                                 | 36                          | 34                          | –                           | –                           | –                           |
| 2014                                                      | „Arriba”                                    | –                           | –                           | –                           | –                           | –                           |
| 2015                                                      | „Wunderbar”                                 | –                           | –                           | –                           | –                           | –                           |
| 2016                                                      | „General Zod”                               | –                           | –                           | –                           | –                           | –                           |
| 2016                                                      | „Copacabana”                                | –                           | –                           | –                           | –                           | –                           |
| 2018                                                      | „General Zod”                               | –                           | –                           | –                           | –                           | –                           |
| 2019                                                      | „Defunkt” (oraz Ture Brute)                 | –                           | 125                         | –                           | –                           | –                           |
| 2020                                                      | „Trodde han va gay”                         | –                           | –                           | –                           | –                           | –                           |
| 2020                                                      | „Fläder på Floraängen”                      | –                           | –                           | –                           | –                           | –                           |
| 2020                                                      | „Disconostalgi (Rolling Twenties 2020)”     | –                           | –                           | 81                          | –                           | –                           |
| 2020                                                      | „Mera E”                                    | 70                          | 64                          | –                           | –                           | –                           |
| 2020                                                      | „E (Ventex)” (oraz Ture Brute)              | 12                          | 10                          | 40                          | 1                           | 107                         |
| 2020                                                      | „Rave i mitt garage”                        | 69                          | 64                          | –                           | 49                          | –                           |
| 2020                                                      | „Rave i mitt garage 2”                      | –                           | –                           | 54                          | –                           | –                           |
| 2020                                                      | „Se på mig (Crunk Rock)”                    | 41                          | 35                          | 57                          | –                           | –                           |
| 2020                                                      | „Raggarbil”                                 | 62                          | 25                          | –                           | –                           | 89                          |
| 2021                                                      | „Hörrödu!” (styl. „HÖRRÖDU!”)               | 93                          | 64                          | –                           | –                           | –                           |
| 2021                                                      | „Sex med mitt ex” (styl. „sex med mitt ex”) | –                           | 168                         | –                           | –                           | –                           |
| 2021                                                      | „Technotåget”                               | –                           | 145                         | –                           | –                           | –                           |
| „–” oznacza, że singiel nie był notowany na danej liście. |                                             |                             |                             |                             |                             |                             |

## Teledyski
| Rok  | Tytuł                     | Reżyseria                     | Źródło |
| ---- | ------------------------- | ----------------------------- | ------ |
| 2014 | „I’m an Albatraoz”        | Aron Ekberg, Sertac Yildizhan | [ 21 ] |
| 2015 | „Fired Cuz I Was Late”    | Marcus Lindgren               | [ 69 ] |
| 2016 | „Little Swing”            | Aron Ekberg, Alex Wessely     | [ 70 ] |
| 2017 | „Llama in My Living Room” | Aron Ekberg, Jacob Englund    | [ 71 ] |
| 2018 | „Rave in the Grave”       | Aron Ekberg                   | [ 72 ] |
| 2019 | „Hole in the Roof”        | Aron Ekberg                   | [ 73 ] |
| 2020 | „Thai Massage”            | Aron Ekberg                   | [ 74 ] |
| 2020 | „The Woodchuck Song”      | Aron Ekberg                   | [ 75 ] |
| 2020 | „What Was in That Glass”  | Aron Ekberg                   | [ 76 ] |
| 2021 | „Trombone”                | Aron Ekberg                   | [ 77 ] |